# Валері Брайсон
Валері Брайсон (англ. Valerie Bryson) (1948, Англія, Об'єднане Королівство Великої Британії та Північної Ірландії) — британський політолог, професор політики Університету Хаддерсфілд,  дослідниця в царині марксиського фемінізму. Вона відома своїми книжками Політична теорія фемінізму: вступ,  яка є своєрідним компедіумом феміністичної теорії в ХХ ст., а також своєю книгою  Гендер і політика часу: феміністична теорія і сучасні дебати  .

## Вибрані праці
- Jonasdottir, A., Bryson, V. and Jones, K. (2010) Sexuality, Gender and Power: Intersectional and Transnational Perspectives . Routledge Advances in Feminist Studies and Intersectionality. : Routledge . ISBN 9780415880879
- Bryson, V (2007) Gender and the politics of time: feminist theory and contemporary debates . Bristol, UK: The Policy Press . ISBN 9781861347497
- Blakeley, G. and Bryson, V. (2007) The impact of feminism on political concepts and debates . London, UK: Manchester University Press . ISBN 9780719075117
- Bryson, V (2003) Feminist political theory: an introduction . Basingstoke: Palgrave Macmillan . ISBN 0333945689
- Blakeley, G. and Bryson, V. (2002) Contemporary political concepts . London, UK: Pluto . ISBN 9780745317960